# Фтизиатрия
Фтизиатри́я (от др.-греч. φθίσις — чахотка + ἰᾱτρεία — лечение), или фтизиоло́гия — раздел клинической медицины, изучающий причины возникновения, закономерности распространения и механизмы развития туберкулёза, вызываемые им патологические процессы в организме человека и методы его профилактики, диагностики, лечения, реабилитации больных туберкулёзом. Врач, получивший постдипломное образование в этой области, называется фтизиатром.

## Фтизиатрия и смежные специальности
В противотуберкулёзных диспансерах, туберкулёзных кабинетах, больницах, санаториях фтизиатр занимается диагностикой, лечением, диспансерным наблюдением и профилактикой туберкулёза, оказывает консультативную и методическую помощь другим медицинским специалистам по вопросам раннего выявления и профилактики этого заболевания, при необходимости направляет к другим специалистам, так как применение только консервативного лечения и малоинвазивных процедур бывает недостаточным. В некоторых странах существует отдельная специальность «фтизиохирургия». В России и Украине хирургическим лечением туберкулёза лёгких (только по направлению фтизиатров) вправе заниматься торакальные хирурги, а костно-суставного туберкулёза — ортопеды. Лечением туберкулёза мочеполовых органов занимаются урологи и гинекологи, туберкулёза глаз — офтальмологи и т. д.

## Изоляционно-ограничительные меры
Наблюдением за беременными больными туберкулёзом, приёмом родов занимаются акушеры-гинекологи в специализированных противотуберкулёзных родильных домах, а также в боксах и изоляторах обычных родильных домов. Перепрофилирование противотуберкулёзных учреждений[какие?] в учреждения иного предназначения, а также застройка их территорий категорически запрещены.